# Lámpara de lava

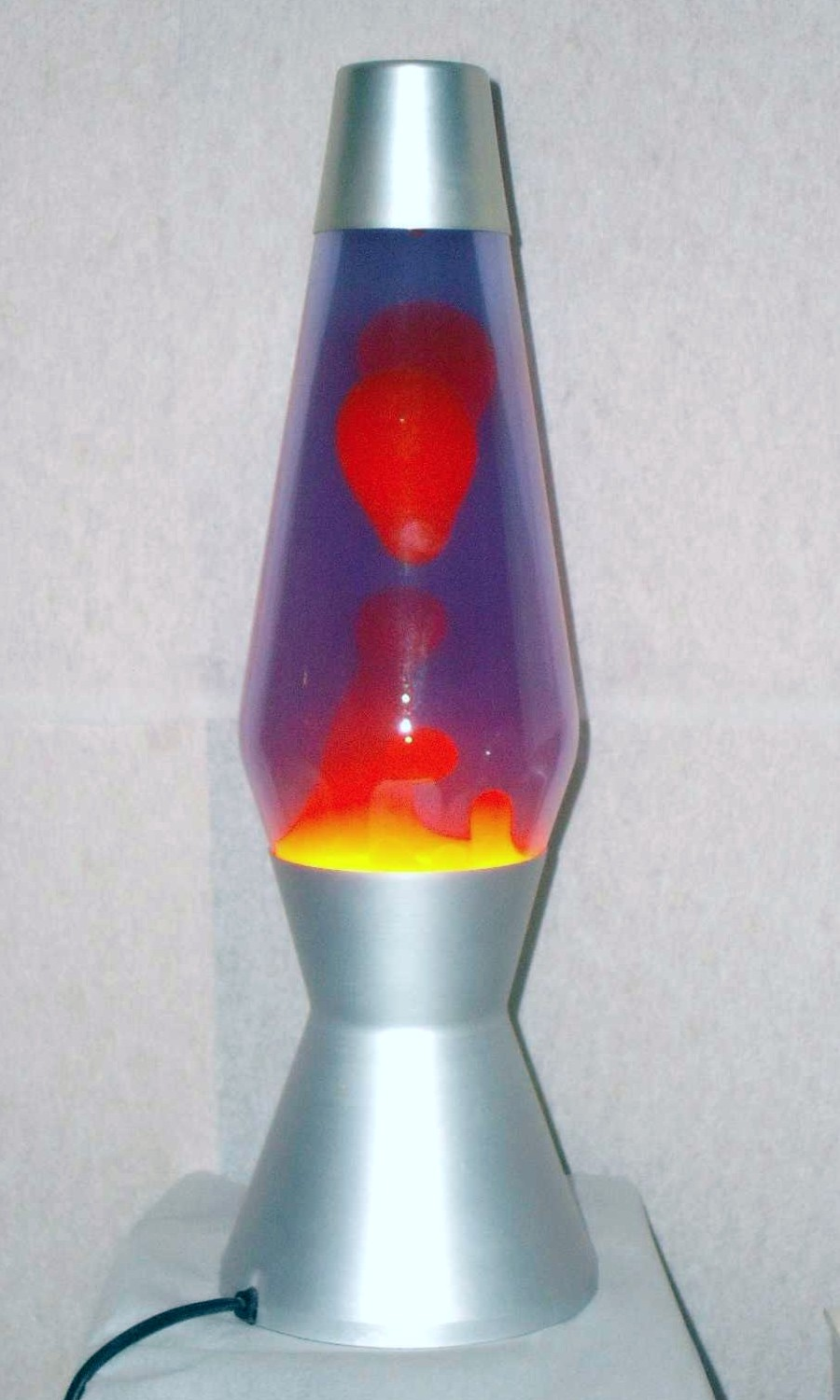
Lámpara de lava Mathmos

La lámpara de lava es un diseño decorativo que Edward Craven-Walker, fundador de la empresa especializada en iluminación Mathmos, inventó en 1963. El fluir apacible de las gotas de cera formadas al azar sugiere una corriente de lava. No es recomendable dejar encendida una lámpara de lava más de ocho o nueve horas ya que, al estar hecha de material plástico, se puede fundir.

## Historia
El inglés Edward Craven-Walker creó el primer modelo de lámpara de lava en el año 1963. En un principio fue apodada como «Astrolight» o «Astro Lámpara». Fue presentada en una feria de muestras de Hamburgo, en 1965, donde el empresario Adolph Wertheimer mostró su interés por el artilugio. Wertheimer y su socio Hy Spector compraron los derechos para América y comenzaron a producirlo como la «Lava Lite®» a través de una corporación llamada «Haggerty Enterprises» y negociando bajo el nombre «Lava World International».
Tuvo una gran acogida por parte de la juventud de los años 60 y 70, especialmente en la subculturas hippie y alternativa. Hoy en día se pueden encontrar en mercados y tiendas de artículos de regalo.

## Funcionamiento
La lámpara consiste en una lámpara de iluminación, una botella de cristal que contiene agua (transparente o coloreada), cera translúcida, un rollo metálico de cable y un pequeño cono de metal que se coloca en la parte superior. El cable y la bombilla están ocultos en la base de metal, sobre la que la botella (la parte de cristal) se coloca, y que actúan calentándola. 
Para que la lámpara funcione, la cera tiene que ser ligeramente más densa que el agua a temperatura ambiente, y ligeramente menos densa a mayor temperatura, pues la cera se expande más que el agua cuando es calentada. Siendo la cera fundida y el agua dos líquidos inmiscibles, ambos se mantienen separados. 
La bombilla (fuente de calor) calienta la base del contenedor, pero no la parte superior donde la cera caliente se enfría, se contrae, y como su densidad aumenta vuelve a caer hacia el fondo del contenedor, donde se vuelve a calentar y ascender, cerrando el ciclo. La diferencia de calor entre la parte superior e inferior es de solo unos grados. La cera común es mucho menos densa que el agua, y flotaría encima del agua a cualquier temperatura. Para conseguir una cera de densidad muy cercana a la de agua, la cera se mezcla con tetracloroetileno, un líquido más denso que el agua, inmiscible con agua pero miscible con cera fundida en cualquier proporción.
El tetracloroetileno es el líquido habitualmente usado en las tintorerías para la limpieza en seco. Se pueden usar varias combinaciones de dos líquidos inmiscibles de densidad muy similares, sin embargo el uso de líquidos como alcohol o aguarrás conllevan un peligro importante de incendio en caso de ruptura de la lámpara, por culpa de la bombilla caliente.
El rollo metálico inferior ayuda a disminuir el número de gotitas de cera individuales, haciendo que las gotas que descienden se aglomeren en una sola masa de cera fundida en el fondo. El ciclo de ascensión y caída de gotas de cera sigue mientras la parte inferior del contenedor permanezca caliente y la parte superior algo más fría. Las temperaturas de funcionamiento de las lámparas de lava son diversas, pero normalmente oscilan alrededor de los 60 °C (140 °F). La temperatura exterior influye en el tamaño y cantidad de las gotas de cera. Por ejemplo, en verano se formarán muchas y pequeñas, mientras que en invierno tardarán más en formarse y serán pocas y de mayor tamaño. Si se usa una bombilla con una potencia excesiva o insuficiente, la «lava» no circula, quedando toda arriba o abajo. El color de la cera y el aceite es variable y puede ser encontrado en muchas combinaciones diferentes

## Peligros
En 2004, un hombre residente en Kent —estado de Washington, en Estados Unidos—, murió al explotar la lámpara de lava que había dejado intencionadamente encima de una estufa. El excesivo calor hizo aumentar la presión de la lámpara hasta que explotó, con tan mala fortuna que le clavó un trozo de cristal cerca del corazón al dueño mientras la estaba observando de cerca, causándole una herida mortal.
Las circunstancias de esta muerte fueron, posteriormente, reproducidas por la conocida serie 1000 maneras de morir, demostrando que aunque la velocidad con que los trozos de cristal son proyectados no es suficiente para causar heridas mortales, las salpicaduras de este líquido caliente pueden causar importantes quemaduras a cualquier persona que se encuentre cerca.